# Assassin's Creed: Lineage
Assassin's Creed: Lineage is een serie bestaande uit drie korte films gebaseerd op het computerspel Assassin's Creed II. De films zijn gemaakt door Ubisoft en de eerste aflevering werd op 26 oktober 2009 uitgebracht op YouTube. De films dienen als promotie voor het computerspel en zijn geregisseerd door de Canadese filmregisseur Yves Simoneau.

## Verhaal
Het verhaal is een prequel op het computerspel Assassin's Creed II en richt zich op Giovanni Auditore. Hij is de vader van Ezio Auditore da Firenze, die de hoofdrol speelt in het computerspel. 
Giovanni is een Assassijn uit het Italië van de 15e eeuw, tijdens de renaissance. Aan het begin van dit nieuwe tijdperk, wordt er door een corrupte familie een samenzwering uiteengezet om de krachtige familie Medici omver te werpen en een verenigd Italië te vernietigen. Als Assassijn moet Giovanni deze bedreiging onder ogen zien en de schuldigen naar het gerecht brengen. 

## Rolverdeling
| Acteur            | Personage              |
| ----------------- | ---------------------- |
| Romano Orzari     | Giovanni Auditore      |
| Manuel Tadros     | Rodrigo Borgia         |
| Claudia Ferri     | Maria Auditore         |
| Jesse Rath        | Federico Auditore      |
| Devon Bostick     | Ezio Auditore          |
| Alex Ivanovici    | Lorenzo de' Medici     |
| Michel Perron     | Uberto Alberti         |
| Roc Lafortune     | Gevangene              |
| Arthur Grosser    | Paus Sixtus IV         |
| Shawn Baichoo     | Broeder Antonio Maffei |
| Peter Miller      | Galeazzo Maria Sforza  |
| Harry Standjofsky | Silvio Barbarigo       |
| Frank Fontaine    | Marco Barbarigo        |
| Maxime Savaria    | Koerier                |